# Macrobrachium longidigitum
Macrobrachium longidigitum är en kräftdjursart som beskrevs av Dai 1984. Macrobrachium longidigitum ingår i släktet Macrobrachium och familjen Palaemonidae. Inga underarter finns listade i Catalogue of Life.